# دهنو (یزد)
دهنو، روستایی در دهستان دهنو بخش اکرم‌آباد شهرستان یزد در استان یزد ایران است. این روستا، مرکز دهستان دهنو است.

## جمعیت
بر پایه سرشماری عمومی نفوس و مسکن در سال ۱۳۹۵، جمعیت این روستا برابر با ۳٬۸۲۱ نفر (۱٬۰۷۵ خانوار) بوده است.